# Albaredos
Albaredos es una localidad española perteneciente al municipio de Barjas, en la provincia de León, comunidad autónoma de Castilla y León. Limita con el concejo gallego de Folgoso de Caurel, concretamente con las parroquias de Visuña y Hórreos.

## Demografía
Evolución de la población
| Gráfica de evolución demográfica de Albaredos entre 2000 y 2016    |
|                                                                    |
| Población de derecho (2000-2016) según el padrón municipal del INE |